# NGC 1330
NGC 1330 — группа звёзд в созвездии Персей.
Этот объект входит в число перечисленных в оригинальной редакции «Нового общего каталога».
Содержит шесть или семь звёзд и, возможно, несколько других более слабых, точно расположенных на микрометрической позиции, измеренной Эдуаром Стефаном. Попытки отождествить объект с несколькими галактиками, расположенными поблизости, оказались тщетными.